# Glasmalerei Maur
Die Glasmalerei Maur in Ahrweiler, einem Stadtteil von Bad Neuenahr-Ahrweiler im nördlichen Rheinland-Pfalz, ist eine Glasmalerei, die 1959 gegründet wurde. Das Familienunternehmen, nun in zweiter Generation von Jürgen Maur geführt, befindet sich in der Wilhelmstraße 46.

## Firmengeschichte

### Erste Generation
Am 1. August 1959 machte sich Rudolf Maur in Ahrweiler mit der Werkstätte für Glasmalerei selbständig. Seine Lehrzeit absolvierte er in der Glasmalerei Heinrich Maier in Bad Neuenahr und arbeitete danach bei renommierten Firmen in Koblenz (Fa. Eckstein, Firma Zitto) und Köln (Fa. Selbach und Henseler, Kölner Dombauhütte). Zunächst wurden in Ahrweiler fast ausschließlich Kirchenfenster gefertigt. Nach und nach verlagerte sich der Schwerpunkt der Arbeit auf den Privatkunden. Es wurden Gasträume und Privathäuser mit individuellen Arbeiten aus der Glasmalerwerkstatt ausgestattet.

### Zweite Generation
Der Sohn des Firmengründers, Jürgen Maur (* 1963), übernahm 1999 den elterlichen Betrieb. Er hatte 1986 die Meisterprüfung in Zwiesel abgelegt. Inzwischen hat sich der Arbeitsschwerpunkt auf Restaurierungen und Nachschöpfungen alter Bleiglasfenster herausgebildet.

## Hauptbahnhof Bonn
Das Halbrundfenster über dem Haupteingang des Bonner Hauptbahnhofs ist rund acht mal vier Meter groß und dient als Werbefläche für Klosterfrau Melissengeist. Das Fenster aus der Ahrweiler Werkstatt besteht aus etwa 1040 einzelnen Glasstücken, es wurde 1989 eingesetzt.

## Arbeiten

### Unter der Leitung von Rudolf Maur
- 1975: St. Kornelius in Wintrich (Neuanfertigung)
- 1988: St. Michael (Merl) in Merl, Ortsteil von Meckenheim
- 1989: Herz-Jesu in Rahms, Ortsteil von Neustadt (Vinzenz-Pallotti-Fenster)
- Kapelle am Ahrweiler Bergfriedhof

### Unter der Leitung von Jürgen Maur
- 1990: Bad Honnef, Schwestern vom Guten Hirten
- 1991: St. Antonius Eremit in Oberzissen
- 1991: Kapelle Mariä Geburt in Schelborn, Ortsteil von Oberdürenbach
- 1991: Kapelle der Reichsburg Cochem (siehe in: Rhein-Zeitung vom 10. Juli 1991), Erneuerung der Fenster nach alten Vorlagen (zwei Doppelfenster: 1. die Evangelisten Matthäus und Markus  und 2. Moses mit den Gesetzestafeln und König David mit der Harfe)
- 1992: Vierzehnnothelferkapelle in Cond, Ortsteil von Cochem
- 1992: St. Nikolaus in Vischel, Ortsteil von Berg
- 1993: Pfarrgemeinde Bad Schwartau, Taufsteindeckel in Bleiverglasung
- 1993: St. Nikolaus und Rochus in Mayschoß
- 1993: St. Lambertus und Katharina in Lantershofen, Ortsteil von Grafschaft
- 1993: St. Rochus in Ahrbrück
- 1993: St. Rochus und Sebastian in Freisheim, Ortsteil von Berg
- 1993: St. Johannes Apostel in Dernau
- 1994: St. Servatius und Dorothea in Müllenbach (Restaurierung bzw. Ergänzung)
- 1994: Kapelle Lanzenfurt in Grafenhausen
- 1995: Kapelle Hl. Michael, Chile
- 1998: St. Michael in Reifferscheid
- 1997: St. Antonius in Dransdorf, Stadtteil von Bonn
- 1997: St. Trinitatis in Weißenthurm
- 1998: Kapelle in Altenburg, Ortsteil von Altenahr
- 1998: Maria Verkündigung in Altenahr
- 1999: St. Barbara in Ramersbach, Stadtteil von Bad Neuenahr-Ahrweiler (Restaurierung)
- 1998: St. Vinzenz in Heimersheim, Stadtteil von Bad Neuenahr-Ahrweiler
- 1998: St. Anna in Bachem, Stadtteil von Bad Neuenahr-Ahrweiler
- 1999: St. Peter und Marcellinus in Lohrsdorf, Stadtteil von Bad Neuenahr-Ahrweiler (Restaurierung bzw. Ergänzung)
- 1999:	St. Laurentius in Ahrweiler, Instandsetzung
- 2000:	Friedhofskapelle in Kirchdaun, Entwurf und Gestaltung
- 2001:	St. Cyriakus in Dümpelfeld, Instandsetzung
- 2001:	St. Katharina in Karweiler, Restaurierung
- 2002:	St. Servatius und Dorothea in Müllenbach, Instandsetzung
- 2002:	Kapelle in Beller, Ortsteil von Grafschaft, Restaurierung
- 2003:	St. Stephanus in Leimersdorf, Restaurierung
- 2004:	St. Lambertus in Niederlützingen, Restaurierung
- 2004:	St. Lambertus in Kirchdaun, Restaurierung
- 2004:	Kapelle Klinik Kur-Köln, Bad Neuenahr, Entwurf und Gestaltung
- 2004:	St. Margareta in Ahrbrück, Instandsetzung
- 2004:	St. Genovefa in Mendig, Instandsetzung
- 2004:	St. Antonius Abt in Oberzissen, Instandsetzung
- 2004: Stele aus Echt-Antik-Glas mit dem Porträt des hl. Arnold Janssen in der Steyler Bank in Sankt Augustin
- 2005:	St. Hippolyth in Herschbach, Ortsteil von Kaltenborn, Restaurierung
- 2005:	Kloster Kalvarienberg in Ahrweiler, Instandsetzung
- 2006:	St. Martin in Holzweiler, Restaurierung
- 2006:	St. Martin in Kirchsahr, Restaurierung
- 2006: St. Rochus in Rodder, Instandsetzung
- 2007:	St. Dionysius in Kirchwald, Restaurierung
- 2007:	St. Georg in Kallmuth, Restaurierung
- 2008:	St. Marien und St. Willibrord in Bad Neuenahr, Instandsetzung
- 2008:	Kapelle Plittersdorf, Ortsteil von Lind, Entwurf und Gestaltung
- 2009:	St. Chrysantius und Daria in Welcherath, Instandsetzung
- 2010:	Kapelle Kreuzwäldchen in Kempenich, Restaurierung
- 2010:	St. Martin in Dernau, Sakristeifenster, Restaurierung
- 2010:	St. Dionysius und St. Stephanus in Ringen, Ortsteil von Grafschaft, Instandsetzung
- 2010:	St. Josef in Kirsbach, Instandsetzung
- 2011:	St. Antonius und Bernhard in Drees, Instandsetzung